# 종로 444번지
"종로 444번지"는 한국에서 제작된 이정호 감독의 1971년 액션 영화이다. 최무룡 등이 주연으로 출연하였고 이지룡 등이 제작에 참여하였다.

## 출연
- 최무룡
- 최지희